# Neotragini
Neotragini é uma tribo de bovídeos da subfamília Antilopinae, que contém os gêneros Neotragus e Nesotragus.

## Classificação
A tribo Neotragini é dividida em 2 gêneros e 3 espécies, segundo a taxonomia mais atual.
- Gênero Neotragus
  - Neotragus pygmaeus — Antílope-real
- Gênero Nesotragus
  - Nesotragus batesi — Antílope-anão
  - Nesotragus moschatus — Suni